# Adventure Time: The Secret of the Nameless Kingdom
Adventure Time: The Secret of the Nameless Kingdom este un joc video dezvoltat de WayForward Technologies, în colaborare cu Pendleton Ward, sub licență de la Cartoon Network Interactive. Acesta a fost lansat de Little Orbit pentru Microsoft Windows, PlayStation 3, PlayStation Vita, Xbox 360 și Nintendo 3DS. Este al treilea joc bazat pe serialul de televiziune animat Să-nceapă aventura după Adventure Time: Hey Ice King! Why'd You Steal Our Garbage?! și Adventure Time: Explore the Dungeon Because I Don't Know!!, și primul joc dezvoltat de Little Orbit. Jocul a fost anunțat pentru prima oară la 8 mai 2014 și a fost lansat la 18 noiembrie 2014.
Povestea jocului îi are ca protagoniști pe Finn și Jake, care încearcă să descopere secrete prin teritoriile necunoscute din Țara de Ooo. Jocul dispune de o perspectivă top-down. Este un joc de aventura cu elemente de puzzle, similar cu Explore the Dungeon Because I Don't Know!.

## Distribuție
- Jeremy Shada - Omul Finn
- John DiMaggio - Câinele Jake
- Tom Kenny - Împăratul Gheții/Gunter/Omul Magic
- Pendleton Ward - Prințesa spațiului cu bulgări
- Keith Ferguson
- Eric Bauza - Pillowmint Butler
- Catherine Cavadini - Prințesa Cântec de leagăn
- Laura Bailey - Prințesa Coșmar
- Erin Fitzgerald - Prințesa Somnului

## Personaje jucabile
- Omul Finn
- Câinele Jake

## Personaje secundare
- Prințesa Gumiță
- Marceline
- Împăratul gheții
- Gunter
- Domnul Porc
- Trompiță
- Omul magic
- Shelby
- Starchie
- Gâsca Gâs
- Pillowmint Butler
- Prințesa Cântec de leagăn
- Prințesa Somnului
- Prințesa Coșmar
- Majordomul Mentosan

## Recepție
Hardcore Gamer a acordat jocului 3 stele din 5, spunând că „Wayforward s-a scos doar cu The Secret of the Nameless Kingdom. [Jocul] are mecanici solide dar prea familiare, reușind în cele din urmă să fie o aventură dezampgitoare care irosește potențialul materialului sursă, care are nevoie de o adevărată adaptare în joc video.”